# Cucudeta uzet
Cucudeta uzet là một loài nhện trong họ Salticidae.
Loài này thuộc chi Cucudeta. Cucudeta uzet được Maddison miêu tả năm 2009.